# Nürensdorf
Nürensdorf is een gemeente en plaats in het Zwitserse kanton Zürich, en maakt deel uit van het district Bülach.
Nürensdorf telt 4720 inwoners.